# 耿光
耿光（15世紀—16世紀），字謙甫，號筆崖，湖廣黃州府黃安縣人，明朝政治人物。

## 生平
耿光是成化七年（1471年）的舉人，任河陰教諭，調任儀真訓導、江陰教諭、衢州教授，教育諸生如家族子弟，曾分別在弘治十七年（1504年）分考四川、正德二年（1507年）分考順天、嘉靖元年（1522年）分考福建，嘉靖四年（1522年）則任雲貴鄉試正考官。當初弘治時他尚未接受考官任命，有尊貴者遣人以重賄求讓其子中舉，他卻焚燒書信讓使者離去，說：「上天明鑑，我怎敢昧著良心呢？」耿光個性孝順，每次想起父母已故總覺傷心，寫下詩：「父母人皆有，如何我獨無，茫茫天地裏，自覺此身孤」人們讀後也覺得戚然；從弟耿大賓妻子彭氏寡居，他每年製衣給對方，荒年時捐俸賑濟族人，又曾仿效范仲淹打算義莊和義塾，但未成事。

## 引用
1. 1 2  道光《黃安縣志·卷八·人物志》：耿光，字謙甫，號筆崖，年十九始發憤為舉子業，治胡氏春秋，茹苦刻厲，成化辛卯舉人，歷授河陰、儀真、江陰、衢州四學博，課諸生率如謂其家子弟，應聘分考所在得人：宏治甲子於四川，正德丁卯於順天，嘉靖壬午於福建，乙酉則主試雲貴也。初四川之聘未至也，有貴勢遣人以重賄丐錄其子，公焚其書麾使去曰：「天鑒在茲矣，敢昧此良耶？」性篤孝，每念養不逮親，居嘗悲愴，有詩曰：「父母人皆有，如何我獨無，茫茫天地裏，自覺此身孤」至今誦者戚焉；從弟大賓配彭氏，寡居有志操，公歲製衣珥貽之，歲歉捐俸賑族，嘗慕范文正公之為人，欲置義莊義塾，事雖未就，志可模矣。